# Escoutoux
Escoutoux település Franciaországban, Puy-de-Dôme megyében. Lakosainak száma 1355 fő (2022. január 1.). Escoutoux Celles-sur-Durolle, Courpière, Néronde-sur-Dore, Peschadoires, Sainte-Agathe, Thiers és Vollore-Ville községekkel határos.

## Népesség
A település népességének változása:
| Lakosok száma | 1345 | 1369 | 1401 | 1348 | 1338 | 1344 | 1348 | 1341 | 1355 |
|               | 2013 | 2015 | 2016 | 2017 | 2018 | 2019 | 2020 | 2021 | 2022 |